# Wasserturm Viersen

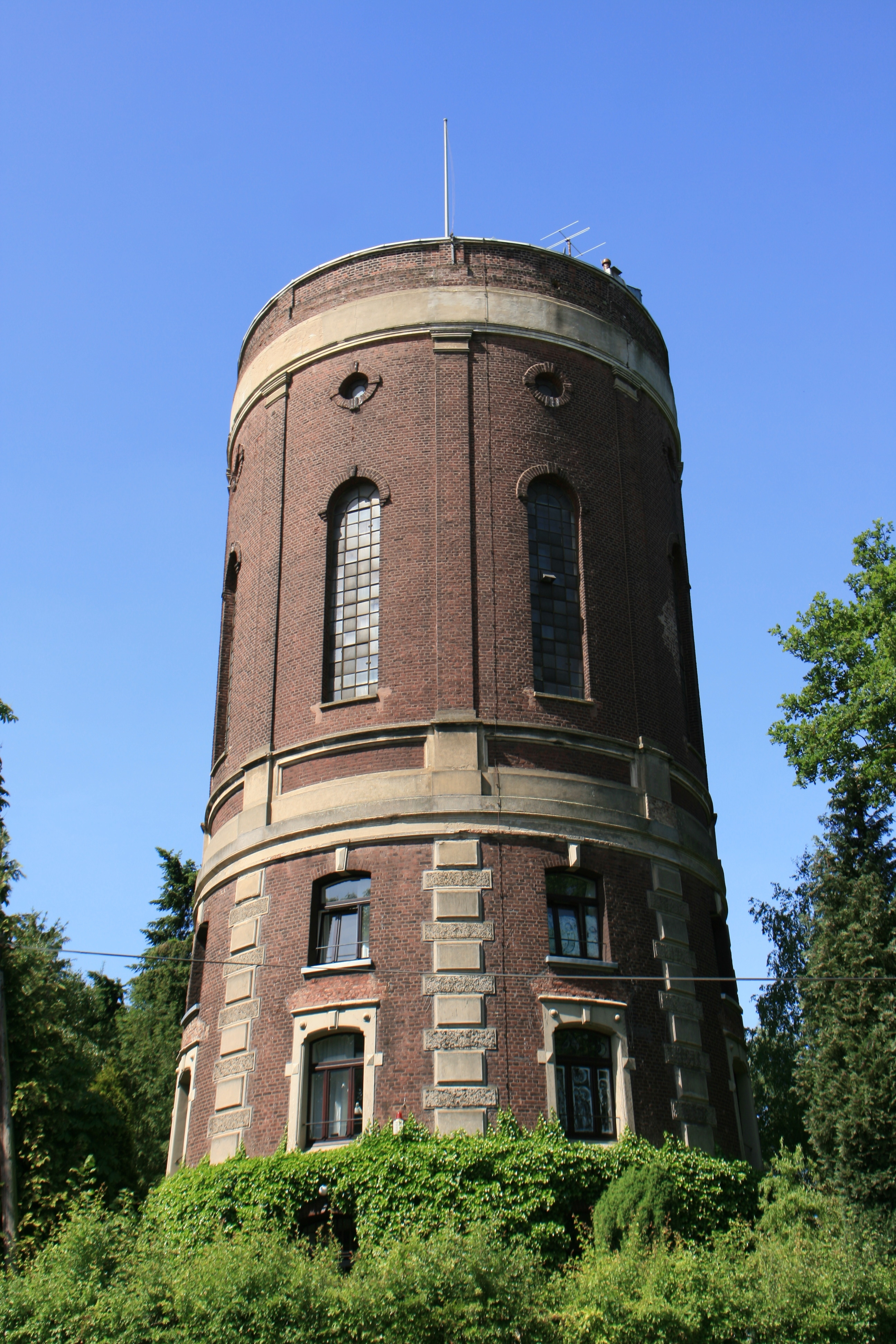
Wasserturm Viersen

Der Wasserturm Viersen, auch Alter Wasserturm genannt, ist ein 1890 errichteter stillgelegter Wasserturm. Seit 1985 ist er als technisches Denkmal geschützt. Er steht in der Nähe des Wasserwerks Viersen am Aachener Weg 21 in Viersen.
Er ist 27,50 m hoch, hat einen kreisförmigen Grundriss, ist aus Backstein-Mauerwerk errichtet und hat ein flaches Dach. Sein Wasserbehälter hat ein Fassungsvermögen von 500 Kubikmetern. Der Turm besitzt acht Fensterachsen und ist mit Backstein-Lisenen, Putzquaderung und Gesimsen versehen. Nach oben schließt er mit einer Balustrade ab. 
Unterhalb des mittigen Gesimses in der dreigeschossigen Sockelzone liegen im Inneren um die Wendeltreppe herum Wohnräume. Die Fenster in diesem Bereich wurden im Zuge der Restaurierung des Turms in den Jahren 1983 und 1984 erneuert. Oberhalb besitzt der Turm noch seine originalen Stahlprofilfenster. An diesen ist von außen die Behälterzone mit dem schmiedeeisernen Intze-Behälter zu erkennen. Diese von dem Ingenieur Otto Intze konzipierte Behälter-Bauweise steht im Normalfall auf einem sich konisch verjüngenden Turmschaft und besitzt meist eine äußere Verkleidung und ein Dach. Die seltenere Form ist ein über die volle Höhe reichender zylindrischer Turm als äußere Schale, während im Inneren ein zweiter Zylinder mit geringerem Durchmesser den Wasserbehälter trägt. Zu diesen selteneren Intze-Türmen gehört auch der Viersener Wasserturm.
Der Turm befindet sich in Privateigentum des Künstlers Hans Brög. 
Neben dem Turm steht ein eingeschossiges kleines Haus.